# Liposcelis deltachi
Liposcelis deltachi är en insektsart som beskrevs av Sommerman 1957. Liposcelis deltachi ingår i släktet Liposcelis och familjen boklöss. Inga underarter finns listade i Catalogue of Life.